# Discographie de POD
La discographie de POD, groupe de  nu metal californien, est composée de sept albums studio, deux albums live, une compilation, deux DVD musicaux, quatorze singles, quinze clips et trois EP.
Le groupe est composé de Sonny Sandoval, chanteur, de son cousin Wuv Bernardo, batteur, de Traa Daniels, bassiste, et de Marcos Curiel, guitariste.

## Albums

### Albums Studio
| Année | Détails de l'Album                                                                                       | Classement des ventes | Classement des ventes | Classement des ventes | Classement des ventes | Classement des ventes | Classement des ventes | Classement des ventes | Classement des ventes | Classement des ventes | Classement des ventes | Classement des ventes | Classement des ventes | Classement des ventes | Ventes                               | Certifications                                                                                    |
| Année | Détails de l'Album                                                                                       | États-Unis            | Australie             | Autriche              | Finlande              | France                | Allemagne             | Italie                | Pays-Bas              | Norvège               | Nouvelle-Zélande      | Suisse                | Suède                 | Royaume-Uni           | Ventes                               | Certifications                                                                                    |
| ----- | --- | --------------------- | --------------------- | --------------------- | --------------------- | --------------------- | --------------------- | --------------------- | --------------------- | --------------------- | --------------------- | --------------------- | --------------------- | --------------------- | ------------------------------------ | ------------------------------------------------------------------------------------------------- |
| 1994  | Snuff the Punk - Sortie: 25 janvier 1994 - Label: Rescue Records - Formats: CD, LP                       | -                     | -                     | -                     | -                     | -                     | -                     | -                     | -                     | -                     | -                     | -                     | -                     | -                     |                                      |                                                                                                   |
| 1996  | Brown - Sortie: 8 octobre 1996 - Label: Rescue Records - Formats: CD, LP                                 | -                     | -                     | -                     | -                     | -                     | -                     | -                     | -                     | -                     | -                     | -                     | -                     | -                     | Mondial: 150 000+                    |                                                                                                   |
| 1999  | The Fundamental Elements of Southtown - Sortie: 24 août 1999 - Label: Atlantic Records - Formats: CD, LP | 51                    | -                     | -                     | -                     | -                     | -                     | -                     | -                     | -                     | 32                    | -                     | -                     | -                     | Mondial: 1 500 000+                  | US: Platine                                                                                       |
| 2001  | Satellite - Sortie: 11 septembre 2001 - Label: Atlantic Records - Formats: CD, LP                        | 6                     | 19                    | 5                     | 10                    | 50                    | 5                     | 18                    | 27                    | 7                     | 4                     | 11                    | 8                     | 16                    | Mondial: 5 000 000+                  | États-Unis: 3x Platine Australie: Platine Canada: Platine Allemagne: Or Suède: Or Royaume-Uni: Or |
| 2003  | Payable on Death - Sortie: 4 novembre 2003 - Label: Atlantic Records - Formats: CD, LP                   | 9                     | 47                    | 47                    | -                     | 109                   | 30                    | -                     | -                     | -                     | 34                    | 31                    | 45                    | 162                   | Mondial: 1 300 000+ U.S.A.: 520 000+ | U.S.A: Or                                                                                         |
| 2006  | Testify - Sortie: 24 janvier 2006 - Label: Atlantic Records - Formats: CD, LP                            | 9                     | -                     | 57                    | -                     | -                     | 54                    | -                     | -                     | -                     | 9                     | 64                    | -                     | -                     | Mondial: 500 000+ U.S.A.: 210 000+   |                                                                                                   |
| 2008  | When Angels & Serpents Dance - Sortie: 8 avril 2008 - Label: INO/Columbia - Formats: CD, LP              | 9                     | -                     | -                     | -                     | -                     | -                     | -                     | -                     | -                     | -                     | -                     | -                     | -                     | Mondial: 190 000+                    |                                                                                                   |
| 2012  | Murdered Love - Sortie: 9 juillet 2012 - Label: Razor & Tie Recordings - Formats: CD, LP                 |                       |                       |                       |                       |                       |                       |                       |                       |                       |                       |                       |                       |                       | Mondial:                             |                                                                                                   |
| 2015  | The Awakening - Sortie: 21 août 2015 - Label: T-Boy Records / UMe - Formats: CD, LP                      |                       |                       |                       |                       |                       |                       |                       |                       |                       |                       |                       |                       |                       | Mondial:                             |                                                                                                   |
| 2018  | Circles - Sortie: 16 novembre 2018 - Label: Mascot Records - Formats: CD, LP                             |                       |                       |                       |                       |                       |                       |                       |                       |                       |                       |                       |                       |                       | Mondial:                             |                                                                                                   |
| 2024  | Veritas - Sortie: 3 mai 2024 - Label: Mascot Records - Formats: CD, LP                                   |                       |                       |                       |                       |                       |                       |                       |                       |                       |                       |                       |                       |                       | Mondial:                             |                                                                                                   |

### Albums Live
| Année | Titre                 | Label(s)       | Classement | Classement  | Certification |
| Année | Titre                 | Label(s)       | États-Unis | Royaume-Uni | Certification |
| ----- | --------------------- | -------------- | ---------- | ----------- | ------------- |
| 1997  | Payable on Death Live | Rescue Records |            |             |               |
| 2008  | Rhapsody Originals    | Rhapsody       |            |             |               |

### Compilations
| Année | Titre                             | Label(s)      | Classement | Classement  | Certification |
| Année | Titre                             | Label(s)      | États-Unis | Royaume-Uni | Certification |
| ----- | --------------------------------- | ------------- | ---------- | ----------- | ------------- |
| 2006  | Greatest Hits: The Atlantic Years | Rhino Records | 152        |             |               |
| 2014  | SoCal Sessions                    | T-Boy Records |            |             |               |

### EP
| Année | Titre                     | Label(s)             | Classement | Classement  | Certification |
| Année | Titre                     | Label(s)             | États-Unis | Royaume-Uni | Certification |
| ----- | ------------------------- | -------------------- | ---------- | ----------- | ------------- |
| 1999  | The Warriors EP           | Tooth & Nail Records |            |             |               |
| 1999  | Limited Édition Bonus EP  | Atlantic Records     |            |             |               |
| 2005  | The Warriors EP, Volume 2 | Atlantic Records     |            |             |               |

### DVD
| Année | Titre                            | Certification | Label(s)         |
| ----- | -------------------------------- | ------------- | ---------------- |
| 2002  | Satellite Limited Édition CD/DVD |               | Atlantic Records |
| 2002  | Still Payin' Dues                |               | Atlantic Records |

### Singles
| Année                                         | Single                          | Classement | Classement       | Classement      | Classement | Classement | Classement | Classement | Classement | Classement | Classement | Classement | Classement       | Classement | Classement | Classement  | Album                                 |
| Année                                         | Single                          | États-Unis | États-Unis Main. | États-Unis Alt. | Australie  | Autriche   | Finlande   | France     | Allemagne  | Italie     | Pays-Bas   | Norvège    | Nouvelle-Zélande | Suisse     | Suède      | Royaume-Uni | Album                                 |
| --------------------------------------------- | ------------------------------- | ---------- | ---------------- | --------------- | ---------- | ---------- | ---------- | ---------- | ---------- | ---------- | ---------- | ---------- | ---------------- | ---------- | ---------- | ----------- | ------------------------------------- |
| 1996                                          | "Selah"                         | —          | —                | —               | —          | —          | —          | —          | —          | —          | —          | —          | —                | —          | —          | —           | Brown                                 |
| 2000                                          | "Southtown"                     | —          | 31               | 28              | —          | —          | —          | —          | —          | —          | —          | —          | —                | —          | —          | —           | The Fundamental Elements of Southtown |
| 2000                                          | "Rock the Party (Off the Hook)" | —          | 25               | 27              | —          | —          | —          | —          | —          | —          | —          | —          | —                | —          | —          | —           | The Fundamental Elements of Southtown |
| 2000                                          | "School of Hard Knocks"         | —          | —                | 38              | —          | —          | —          | —          | —          | —          | —          | —          | —                | —          | —          | —           | Little Nicky OST                      |
| 2001                                          | "Alive"                         | 41         | 4                | 2               | 18         | 11         | 9          | —          | 16         | —          | 41         | 14         | 42               | 51         | 12         | 19          | Satellite                             |
| 2002                                          | "Youth of the Nation"           | 28         | 6                | 1               | 17         | 11         | 15         | 72         | 5          | 13         | 36         | 5          | —                | 16         | 7          | 36          | Satellite                             |
| 2002                                          | "Boom"                          | 123        | 21               | 13              | 43         | —          | —          | —          | 83         | —          | —          | —          | —                | —          | 38         | —           | Satellite                             |
| 2002                                          | "Satellite"                     | —          | 15               | 21              | 29         | —          | —          | 46         | 46         | —          | —          | 51         | 17               | 38         | —          | 120         | Satellite                             |
| 2003                                          | "Sleeping Awake"                | —          | 20               | 14              | 41         | —          | —          | 91         | —          | —          | —          | —          | —                | 30         | —          | 42          | The Matrix Reloaded: The Album        |
| 2003                                          | "Will You"                      | 117        | 12               | 12              | 61         | —          | —          | —          | —          | —          | —          | —          | —                | 68         | —          | 68          | Payable on Death                      |
| 2004                                          | "Change the World"              | —          | 32               | 38              | —          | —          | —          | —          | —          | —          | —          | —          | —                | —          | —          | —           | Payable on Death                      |
| 2005                                          | "Goodbye for Now"               | 47         | 17               | 25              | —          | —          | —          | —          | 76         | —          | —          | —          | —                | —          | —          | —           | Testify                               |
| 2006                                          | "Lights Out"                    | —          | 30               | —               | —          | —          | —          | —          | —          | —          | —          | —          | —                | —          | —          | —           | Testify                               |
| 2006                                          | "Going in Blind"                | —          | 35               | —               | —          | —          | —          | —          | —          | —          | —          | —          | —                | —          | —          | —           | Greatest Hits: The Atlantic Years     |
| 2008                                          | "Addicted"                      | —          | 30               | —               | —          | —          | —          | —          | —          | —          | —          | —          | —                | —          | —          | —           | When Angels & Serpents Dance          |
| 2008                                          | "Shine with Me"                 | —          | —                | —               | —          | —          | —          | —          | —          | —          | —          | —          | —                | —          | —          | —           | When Angels & Serpents Dance          |
| "—" indique que le single n'a pas été classé. |                                 |            |                  |                 |            |            |            |            |            |            |            |            |                  |            |            |             |                                       |

### Clips
| Année | Titre                                           | Réalisateur      | Album                                 |
| ----- | ----------------------------------------------- | ---------------- | ------------------------------------- |
| 1996  | "Selah"                                         | Devin DeHaven    | Brown                                 |
| 1999  | "Southtown"                                     | Marcos Siega     | The Fundamental Elements of Southtown |
| 2000  | "Rock the Party (Off the Hook)"                 | Marcos Siega     | The Fundamental Elements of Southtown |
| 2000  | "School of Hard Knocks"                         | David Slade      | Little Nicky OST                      |
| 2001  | "Alive"                                         | Francis Lawrence | Satellite                             |
| 2002  | "Youth of the Nation"                           | Paul Fedor       | Satellite                             |
| 2002  | "Boom"                                          | Gavin Bowden     | Satellite                             |
| 2002  | "Satellite"                                     | Marcos Siega     | Satellite                             |
| 2003  | "Sleeping Awake"                                | Marc Webb        | The Matrix Reloaded: The Album        |
| 2003  | "Will You"                                      | Marc Webb        | Payable on Death                      |
| 2004  | "Change the World"                              | Marc Webb        | Payable on Death                      |
| 2006  | "Goodbye for Now"                               | Meiert Avis      | Testify                               |
| 2006  | "Lights Out"                                    | Estevan Oriol    | Testify                               |
| 2006  | "Going in Blind"                                | Ryan Smith       | Greatest Hits: The Atlantic Years     |
| 2008  | "When Angels & Serpents Dance" (Animated Video) | Bill Curran      | When Angels & Serpents Dance          |
| 2008  | "Addicted"                                      | Michael Maxxis   | When Angels & Serpents Dance          |

## Morceaux rares & collaborations
- "Six Sirens" (feat. Sonny) issu de l'album Project 86 de Project 86
- "The San Diego Chargers Anthem," écrit pour l'équipe de football américain de San Diego, les San Diego Chargers; disponible exclusivement sur iTunes
- "Forever in Our Hearts" (feat. Sonny et Wuv), la chanson pour les victimes du tsunami, disponible exclusivement sur iTunes
- "Bless Me, Father" issu du film Any Given Sunday; non disponible sur la B.O.
- "Eleanor Rigby," une reprise de la chanson des Beatles, enregistrée pour le film Any Given Sunday mais jamais sortie
- "Whatever it Takes" issu de la  B.O. du film Any Given Sunday (et présent sur certaines versions internationales des albums Satellite et The Fundamental Elements of Southtown)
- "School of Hard Knocks" issu de l'album Little Nicky, Spin This, et NASCAR: Full Throttle (aussi disponible sur le single Alive)
- "Electric Wire Hustler Flower" (feat. Sonny) issu de l'album Electric Circus de Common
- "Rock Rock" issu des albums Audio Visual et E-Roc: Greatest Hits de E-Roc/Rockstar
- "Destiny" (feat. Marcos) issu de l'album Take 2 de Ill Harmonics
- "Faraway" (écrit par Wuv) issu de l'album As it is Written de Unity Klan
- "Quality Junk" (feat. Marcos) issu de l'album Fashion Expo: Round One
- "Lights Out (Chris Vrenna Remix)" issu de la B.O. du film TMNT : Les Tortues Ninja (TMNT) (présent aussi sur le single Goodbye for Now)
- "Awnaw [Rock Remix]" (feat. Marcos) issu de l'album Awnaw de Nappy Roots
- "Right Now" (feat. Marcos) issu de la B.O. du film Daredevil (avec Nappy Roots)
- "Sleeping Awake" de la B.O. The Matrix Reloaded: The Album (disponible aussi en bonus sur Payable on Death et sur Greatest Hits: The Atlantic Years)
- "Christmas in Cali" issu de l'album Kevin and Bean: Swallow My Eggnog
- "The Messenjah (Tweaker Remix)" issu de la B.O. du film Un homme à part
- "Freestyle [Knock 'Em Out the Box Remix]" (parfois intitulé "Freestyle [Remix]") issu des compilations Ready to Rumble et MTV Return * of the Rock Volume 2 (présent aussi sur le single Rock the Party (Off the Hook))
- "Let it Go" (feat. Sonny) issu de l'album Hero de Kirk Franklin
- "The Payback" issu de la B.O. du film xXx² : The Next Level
- "Truly Amazing" issu de la B.O. du film La Passion du Christ (présent sur l'album Greatest Hits: The Atlantic Years)
- "America" issu de l'album Shaman de Santana
- "I Do" (feat. Sonny) issu de l'album Anastacia d'Anastacia
- "Booyaka 619" issu de l'album WWE Wreckless Intent avec Rey Mysterio
- "Set it Off [Tweaker Remix]" issu de la B.O. du film Le Roi Scorpion (présent aussi sur le single Boom)
- "Cain" issu du single Will You
- "Your Eyes" exclusivement disponible sur le site d'achat en ligne Wal-Mart, aussi disponible pendant une période lors de l'achat de Testify dans les magasins Wal-Mart
- "Not Your Kind" issu de la version japonaise de POD
- "Satellite [Oakenfold Remix]" issu de la B.O. du film Lara Croft : Tomb Raider, le berceau de la vie
- "Outkast (Live)" issu de l'album Ozzfest Live 2002
- "Rock the Party [RTP Remix]" (aussi intitulé [Holiday Remix]) issu de l'album MTV: TRL Christmas (présent en bonus sur la version japonaise de Satellite)
- "Youth of the Nation [Mike$ki Remix]" issu de l'album KROQ Summer 2002: 16 Songs To Mow Your Lawn By (présent aussi sur le single Satellite)
- Tout le groupe est présent dans l'album du groupe The Blamed, 21, sur les morceaux "3 A.M." et "Help Yourself", et Sonny chante aussi sur le morceau "Drunk"
- "Oh My! Oh My!" (feat. Sonny) issu de l'album Psycho Therapy du rappeur Psycho Les. Sick Jacken est aussi présent sur le morceau.
- "Murder One" issu de http://www.dopethemovie.org/
- "Warning" (feat. Sonny) issu de l'album The Harvest de Tribal Seeds
- "Eternal" (feat. Sonny) issu de l'album Eternal de War of Ages
- "Children of the Light" (feat. Sonny) from the album "Rehab" by Lecrae

## Autres apparitions
- "Every Knee (HM Version)" HM Hard Music Compilantion, Vol. 1
- "Full Color" et "Know Me" Rescue Records Live à Tomfest
- "Hollywood" The Hard + the Heavy, Vol. 1
- "Southtown" MTV Return Of The Rock
- "Lie Down" Blair Witch 2
- "Set Your Eyes To Zion" WOW 2001 Disc 1
- "Selah" B.O. d'Extreme Days
- "Boom" Wired Up Vol. 2
- "Boom" présent sur la B.O. du film Rollerball
- "Draw the Line" présent sur la B.O. du film Universal Soldier: The Return
- "Alive" Triple M's New Stuff Vol. 3
- "Youth of the Nation" Totally Hits 2002
- "Alive" Wired Up (UNIVERSAL MUSIC Spain record company release)
- "Satellite" Totally Hits 2002: More Platinum Hits
- "Selah" Left Behind II: Tribulation Force (Urban Hip Hop Soundtrack)
- "Youth of the Nation" Top of the Pops Vol. 4: 2 CD
- "Youth of the Nation" Big Shiny Tunes 7
- "Boom" Triple M's New Stuff VOL 4
- "Alive" Hot Wheels Hot Hits Vol. 1
- "Boom" Grind Soundtrack
- "Lights Out" présent sur la B.O. du jeu College Hoops 2K7
- "Lights Out [Chris Vrenna Remix]" présent sur la B.O. du film TMNT : Les Tortues Ninja (TMNT)
- "Youth of the Nation" dans le jeu Aggressive Inline

## Groupes/Artistes invités
- Dirt (de Shadow of the Locust) sur "Breathe Babylon" et "Seeking the Wise" des albums Brown et Live at TomFest
- Russell de Dogwood sur "Punk-Reggae Jam" de l'album Live at TomFest
- Christian Lindskog de Blindside sur "Anything Right" de l'album Satellite
- H.R. de Bad Brains sur "Without Jah, Nothin'" de l'album Satellite
- Ja Rule sur "Get Up, Stand Up", une reprise live de Marley réalisé lors du Nouvel An 2001
- Phil Keaggy sur "Revolution" et "Eternal" de l'album Payable on Death
- Eek-A-Mouse sur "Ridiculous" de l'album Satellite et "Space [The Phatheads Remix]" de l'album Payable on Death
- The BMC's sur "Space [The Phatheads Remix]" de l'album Payable on Death
- Rockstar sur "Space [The Phatheads Remix]" de l'album Payable on Death
- Queenie sur "Space [The Phatheads Remix]" de l'album Payable on Death
- Paco sur "Space [The Phatheads Remix]" de l'album Payable on Death
- Kiki Romero sur "Space [The Phatheads Remix]" de l'album Payable on Death
- Katy Perry sur "Goodbye for Now" de l'album Testify
- Matisyahu sur "Roots in Stereo" et "Strength of My Life" de l'album Testify
- Sick Jacken de Psycho Realm et "On the Grind" et "Mark My Words" de l'album Testify
- Boo-Yaa T.R.I.B.E. sur "On the Grind" de l'album Testify
- Mike Muir of Suicidal Tendencies sur "Kaliforn-Eye-A" de l'album When Angels & Serpents Dance
- Cedella et Sharon Marley sur "I'll Be Ready" de l'album When Angels & Serpents Dance
- Page Hamilton de Helmet sur "God Forbid" de l'album When Angels & Serpents Dance

## Liens
- Site Officiel
- POD sur MySpace